# Kyjovice (Moravia meridionale)
Kyjovice (in tedesco Gaiwitz) è un comune della Repubblica Ceca facente parte del distretto di Znojmo, nella regione della Moravia Meridionale.